# Championnats du monde de vol à ski 1975
Navigation
Oberstdorf 1973 Vikersund 1977
La 3e édition des championnats du monde de vol à ski s'est déroulée le 1er janvier 1975 à Kulm en Autriche.

## Résultats

### Individuel
| Médaille | Concurrent     | Points |
| Or       | Karel Kodejška | 512,5  |
| Argent   | Rainer Schmidt | 505    |
| Bronze   | Karl Schnabl   | 503,5  |